# Törggelen
Il Törggelen è un'usanza culinaria autunnale diffusa soprattutto nella Val d'Isarco e nel Burgraviato, in Alto Adige, che si effettua principalmente nel periodo della festa del ringraziamento.

## La sua origine

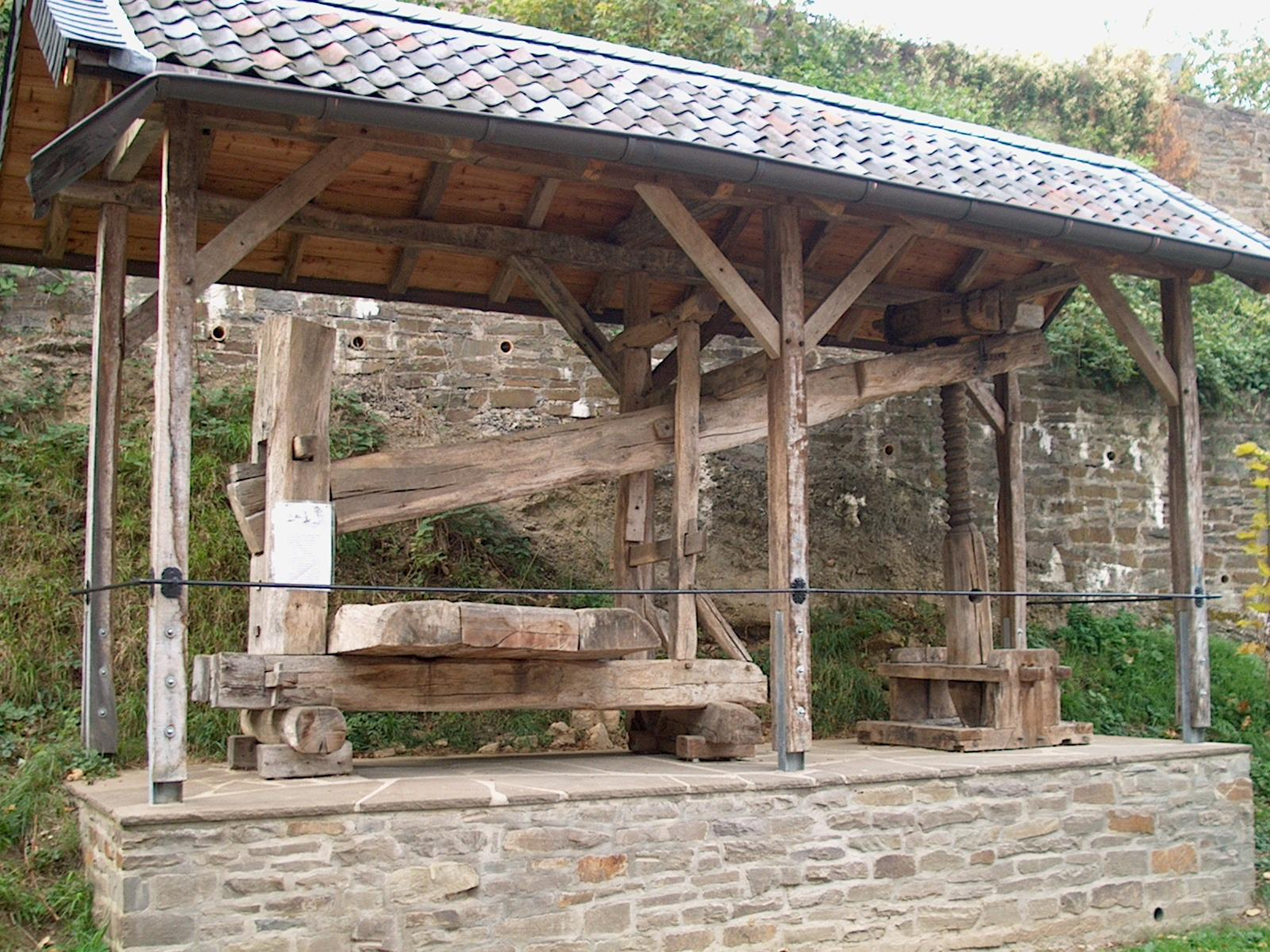
Un torchio in legno del XVII secolo.

Solitamente durante la fine dei mesi autunnali, ci si ritrova nella Stube (una via di mezzo tra una cantina e una sala da pranzo) dei contadini dell'Alto Adige per la ricorrenza del Törggelen, la pigiatura dell'uva. La parola "Stube", di derivazione indoeuropea, trova i suoi corrispettivi nell'inglese stove e in italiano "stufa". Si tratta di un'usanza dei contadini che nel passato si facevano aiutare da parenti e amici in questo impegnativo e festoso compito.
L'origine di tale tradizione è quindi da ricercare nella festa organizzata dai contadini e dai loro braccianti alla fine del raccolto e della vinificazione dell'uva.
Questa tradizione nel tempo si è trasformata ed oggi per il Törggelen ci si reca, dopo una bella passeggiata nella natura, nelle locande, nelle antiche cantine, negli Hofschank ("Hof" è il maso, la fattoria), nei Buschenschänke (al singolare Buschenschank), cioè osterie contadine il cui nome trae origine dai Buschen. La locanda "Buschen" era già conosciuta nel Medioevo ed era riconoscibile da una frasca verde, detta buschen, che veniva appesa all'ingresso, anzi issata sotto la porta d'ingresso come simbolo di riconoscimento. Così veniva segnalato al viandante che la porta era aperta per l'ospite. I contadini, stanchi di far assaggiare il loro vino nelle umide e scomode cantine, decisero un giorno di trasferire la degustazione nelle più calde e accoglienti stube.

## La festa
Inizialmente l'assaggio del nuovo vino era rivolto essenzialmente ai vicini di casa e ai parenti più prossimi. Tuttavia, con il passare dei giorni e degli anni, l'evento si è mutato da riunione del vicinato a una vera e propria tradizione, che viene tramandata fino ai giorni nostri.
Oggi non si pigia più l'uva con i piedi, ma rimane l'usanza di andare da un maso all'altro per degustare il "vino nuovo" ("Nuie", nel senso di "Neuer Wein", quindi il Novello) o il mosto (ted. Süßer, cioè il mosto dolce). 
Questa tradizione consiste quindi nell'assaporare i doni che la natura ha offerto nella stagione appena conclusasi.
Oltre al buon vino, fanno da cornice lo Speck, le "Keschtn" (le caldarroste), le noci, la zuppa d'orzo, i Kirchtagkrapfen al papavero o al mirtillo rosso e gli Strauben (tipiche frittelle sudtirolesi cosparse di marmellata).

## Etimologia
L'etimologia del nome di questa tradizione, cioè la parola "Törggelen", deriva dal latino torculum, l'attrezzatura usata per "torcere, pressare, spremere"; si riferisce infatti alla pressatura dell'uva dopo la vendemmia. Quindi può essere ricondotta alla parola "Torggl" che indica il torchio per l'uva. Il vino primiziale, appena pressato e ancora semi-fermentato, appare già in un documento notarile del 1428, rogato a Terlano, che nomina espressamente il "Torkcheller" in tal senso..

## Alcune espressioni utili
- Törggeleabend - la serata di Törggelen
- Törggelekeller - la cantina (stube) dove si festeggia il Törggelen
- Törggelezeit - la stagione di Törggelen